# Maya Berović
Maya Berović (cunoscută ca Maya; n. 8 iulie 1987, Malešići, Ilijaš⁠(d), Federația Bosniei și Herțegovinei, Bosnia și Herțegovina) este o cântăreață bosniacă. A debutat în anul 2007 la Mostar și a devenit celebră în 2014, lansând hituri precum „Zmaj” (2019) sau „Uloga” (2018). În 2007, cu ajutorul rapperului bosniac Jala Brat, a aderat la casa de discuri Imperia din Bosnia și Herțegovina). În prezent, Maya Berović are aproximativ 1 milion de urmăritori pe Instagram și 400 de mii de abonați pe canalul ei de YouTube.
1. ↑   https://www.klix.ba/tagovi/maya-berovic/45487 Lipsește sau este vid: |title= (ajutor)